# Zygaenosia cingulata
Zygaenosia cingulata är en fjärilsart som beskrevs av Rothschild och Jordan 1901. Zygaenosia cingulata ingår i släktet Zygaenosia och familjen björnspinnare. Inga underarter finns listade i Catalogue of Life.